# Сейнт Джонсбъри
Сейнт Джонсбъри (на английски: St. Johnsbury) е град в САЩ, административен център на окръг Каледония, щата Върмонт. Градът е разположен на 77 километра южно от границата с Канада и на 16 километра зеверозападно от реката Кънектикът. През 2006 г. е провъзгласен за Най-хубавият малък град в рубрика на National Geographic. Сейнт Джонсбъри има население 7209 души (по приблизителна оценка за 2017 г.).